# 史記會注考證
《史記會注考證》（日语：／ Shiki Kaichū Kōshō）為日本漢學家瀧川龜太郎校勘當時日本流傳的宋代以前《史記》的各種鈔本殘卷，並廣泛蒐集日本的研究成果以為注解，被視為研究《史記》的權威作品。
瀧川龜太郎在〈史記總論〉自言1913年（大正2年）在日本東北大學得《史記正義》殘本時起意撰述，經過長年的考證編纂，於1934年（昭和9年）成書。
主要參考的三家注解：
- 〔南朝宋〕裴駰：《史記集解》
- 〔唐〕司馬貞：《史記索隱》
- 〔唐〕張守節：《史記正義》